# イェルク・ベーメ
イェルク・ベーメ（Jörg Böhme、1974年1月22日 - ）は、西ドイツ・ホーエンメルゼン出身の元サッカー選手。ポジションはミッドフィールダー。

## 経歴
ドイツ代表として2001年から2003年まで10試合に出場し1得点を記録、日韓W杯に招集されたが出場機会はなかった。

## 所属クラブ
- FCカールツァイス・イェーナ 1992-1993
- 1.FCニュルンベルク 1993-1995
- アイントラハト・フランクフルト 1995-1996
- TSV1860ミュンヘン 1996-1998
- アルミニア・ビーレフェルト 1998-2000
- シャルケ04 2000-2004
- ボルシア・メンヒェングラートバッハ 2005-2006
- アルミニア・ビーレフェルト 2006-2008

## 代表歴

### 出場大会
- ドイツ代表
  - 2002 FIFAワールドカップ

### 試合数
- 国際Aマッチ 10試合 1得点（2001年-2003年）[2]

| ドイツ代表 | 国際Aマッチ | 国際Aマッチ |
| 年         | 出場        | 得点        |
| ---------- | ----------- | ----------- |
| 2001       | 4           | 1           |
| 2002       | 4           | 0           |
| 2003       | 2           | 0           |
| 通算       | 10          | 1           |